# Jean Del Val
Jean Del Val, pseudonimo di Jean Jacques Gautier (Reims, 17 novembre 1891 – Pacific Palisades, 13 marzo 1975), è stato un attore francese di origini inglesi, talvolta anche accreditato come Jean Gauthier o Jean Gautier.

## Biografia
Iniziò a recitare nel cinema muto a Hollywood all'inizio del 1917 col film The Fortunes of Fifi. Durante la sua carriera fu anche doppiatore delle versioni francesi di alcuni film statunitensi. Nel 1966 interpretò uno scienziato in coma nel film Viaggio allucinante.
Del Val morì all'età di 83 anni, a causa di un attacco cardiaco, a Los Angeles, nel sobborgo di Pacific Palisades. È sepolto nel cimitero di Holy Cross Cemetery, a Culver City.

## Filmografia parziale

### Cinema
- The Fortunes of Fifi, regia di Robert G. Vignola (1917)
- Atonement, regia di William Humphrey (1919)
- Il mistero della camera gialla (The Mystery of the Yellow Room), regia di Émile Chautard (1919)
- Notte nuziale (A Sainted Devil), regia di Joseph Henabery (1924)
- Fifty-Fifty, regia di Henri Diamant-Berger (1925)
- La sfinge dell'amore (Friends and Lovers), regia di Victor Schertzinger (1931)
- Chi la dura la vince (The Passionate Plumber), regia di Edward Sedgwick (1932)
- L'ingannatrice (Quand on est belle), regia di Arthur Robison (1932)
- La gondola delle chimere (La gondole aux chimères), regia di Augusto Genina (1936)
- I diavoli volanti (The Flying Deuces), regia di A. Edward Sutherland (1939)
- Balla con me (Broadway Melody of 1940), regia di Norman Taurog (1940)
- Il vendicatore (Brother Orchid), regia di Lloyd Bacon (1940)
- Mystery Sea Raider, regia di Edward Dmytryk (1940)
- Notti argentine (Down Argentine Way), regia di Irving Cummings (1940)
- Arrivederci in Francia (Arise, My Love), regia di Mitchell Leisen (1940)
- Il segno di Zorro (The Mark of Zorro), regia di Rouben Mamoulian (1940)
- La baia di Hudson (Hudson's Bay), regia di Irving Pichel (1940)
- Follia (Rage in Heaven), regia di W.S. Van Dyke (1941)
- Il sergente York (Sergeant York), regia di Howard Hawks (1941)
- Outlaws of the Desert, regia di Howard Bretherton (1941)
- Segretario a mezzanotte (Tale a Letter, Darling), regia di Mitchell Leisen (1942)
- Casablanca, regia di Michael Curtiz (1942)
- Il segreto sulla carne (The Lady Has Plans), regia di Sidney Lanfield (1942)
- Il sentiero della gloria (Gentleman Jim), regia di Raoul Walsh (1942)
- La grande fiamma (Reunion in France), regia di Jules Dassin (1942)
- Secret Agent of Japan, regia di Irving Pichel (1942)
- Mission to Moscow, regia di Michael Curtiz (1943)
- Per chi suona la campana (For Whom the Bell Tolls), regia di Sam Wood (1943)
- Convoglio verso l'ignoto (Action in the North Atlantic), regia di Lloyd Bacon (1943)
- Bernadette (The Song of Bernadette), regia di Henry King (1943)
- Il giuramento dei forzati (Passage to Marseille), regia di Michael Curtiz (1944)
- Tre giorni di gloria (Uncertain Glory), regia di Raoul Walsh (1944)
- Il traditore dei mari (Tampico), regia di Lothar Mendes (1944)
- Gilda, regia di Charles Vidor (1946)
- Monsieur Beaucaire, regia di George Marshall (1946)
- Eroi nell'ombra (O.S.S.), regia di Irving Pichel (1946)
- Il filo del rasoio (The Razor's Edge), regia di Edmund Goulding (1946)
- Il 13 non risponde (13 Rue Madeleine), regia di Henry Hathaway (1947)
- Addio all'esercito (Buck Privates Come Home), regia di Charles Barton (1947)
- Il disonesto (The Private Affairs of Bel Ami), regia di Albert Lewin (1947)
- Vita col padre (Life with Father), regia di Michael Curtiz (1947)
- Bellezze in cielo (Down to Earth), regia di Alexander Hall (1947)
- La superba creola (The Foxes of Harrow), regia di John M. Stahl (1947)
- Le vie della città (I Walk Alone), regia di Byron Haskin (1948)
- La bella imprudente (Julie Misbehaves), regia di Jack Conway (1948)
- Bastogne (Battleground), regia di William A. Wellman (1949)
- Il grande peccatore (The Great Sinner), regia di Robert Siodmak (1949)
- The Secret of St. Ives, regia di Phil Rosen (1949)
- L'ultimo dei bucanieri (Last of the Buccaneers), regia di Lew Landers (1950)
- Ricca, giovane e bella (Rich, Young and Pretty), regia di Norman Taurog (1951)
- L'avventuriera (The Law and the Lady), regia di Edwin H. Knopf (1951)
- Modelle di lusso (Lovely to Look At), regia di Mervyn LeRoy (1952)
- Park Row, regia di Samuel Fuller (1952)
- L'amante di ferro (The Iron Mistress), regia di Gordon Douglas (1952)
- Gli uomini preferiscono le bionde (Gentlemen Prefer Blondes), regia di Howard Hawks (1953)
- La belva dell'autostrada (The Hitch-Hiker), regia di Ida Lupino (1953)
- Per ritrovarti (Little Boy Lost), regia di George Seaton (1953)
- Il 49º uomo (The 49th Man), regia di Fred F. Sears (1953)
- Più vivo che morto (Living It Up), regia di Norman Taurog (1954)
- L'ultima volta che vidi Parigi (The Last Time I Saw Paris), regia di Richard Brooks (1954)
- Il covo dei contrabbandieri (Moonfleet), regia di Fritz Lang (1955)
- La schiava del pirata (Pirates of Tripoli), regia di Felix E. Feist (1955)
- Duello sul Mississippi (Duel on the Mississippi), regia di William Castle (1955)
- Quadriglia d'amore (Anything Goes), regia di Robert Lewis (1956)
- Cenerentola a Parigi (Funny Face), regia di Stanley Donen (1957)
- Io e il colonnello (Me and the Colonel), regia di Peter Glenville (1958)
- I giganti del mare (The Wreck of the Mary Deare), regia di Michael Anderson (1959)
- Can Can, regia di Walter Lang (1960)
- I sette ladri (Seven Thieves), regia di Henry Hathaway (1960)
- Il diavolo alle 4 (The Devil at 4 O'Clock), regia di Mervyn LeRoy (1961)
- Viaggio allucinante (Fantastic Voyage), regia di Richard Fleischer (1966)
- Gli occhi della notte (Wait Until Dark), regia di Terence Young (1967)

### Televisione
- Climax! – serie TV, episodi 1x03-1x32 (1954-1955)
- Maverick – serie TV, episodio 1x08 (1957)
- The Dick Powell Show – serie TV, episodio 1x12 (1961)
- The Gallant Men – serie TV, episodio 1x24 (1963)
- Bonanza – serie TV, episodio 4x20 (1963)